# ピアノソナタ (ゴドフスキー)
『ピアノソナタ ホ短調』（Piano Sonata in E Minor）は、レオポルド・ゴドフスキーが1911年に作曲したピアノソナタ。『グランドソナタ』とも呼ばれている。

## 曲の構成
全5楽章、演奏時間は約54分。
- 第1楽章 アレグロ・マ・ノン・トロッポ、マ・アパッショナート
ホ短調、4分の4拍子。
- 第2楽章 アンダンテ・カンタービレ
ト長調、4分の3拍子。
- 第3楽章 アレグレット・ヴィヴァーチェ・エ・スケルツァンド
ロ短調、4分の2拍子。
- 第4楽章 アレグレット・グラツィオーソ・エ・ドルチェ
ト長調、4分の3拍子。
- 第5楽章 回想：レント、メスト - ラルゲット・ラメントーソ - フーガ：モルト・エスプレッシーヴォ（リステッソ・テンポ） - マエストーソ・ルグーブレ
ホ短調、4分の4拍子 - 8分の6拍子 - 4分の4拍子。

## 録音
この作品は一時期録音が急増した時期があり、アダム・アレクサンダーやジョフリー・ダグラス・マッジ、マルカンドレ・アムラン、カルロ・グランテ、ミヒャエル・シェーファー、ラディスラフ・ファンツォヴィツ、ベンクト＝オーケ・ルンディン、コンスタンティン・シチェルバコフ、ムーザ・ルバツキテなど腕自慢のピアニストがこぞって弾いているが、世界初録音はマッジのものである。

## その他
日本の音楽ユニットであるALI PROJECTが2008年に発表した『コトダマ』と『わが﨟たし悪の華』の2曲は、本作の第1楽章をモチーフとしている。